# سنت روچ
سنت روچ (انگلیسی: Saint Roch; ح. 1348 (trad. 1295) – 15/16 August 1376/79) که با نام سنت روکو نیز شناخته می‌شود، یک قدیس کاتولیک قرن چهاردهمی بود که به عنوان قدیس حامی سگ‌ها، مجردان و معلولان مورد احترام قرار می‌گیرد. اعتقاد بر این است که او در شهر مونپلیه در فرانسه به دنیا آمد و زندگی خود را وقف مراقبت از بیماران در زمان طاعون و بیماری کرد.
طبق افسانه، سنت روچ به‌طور معجزه آسایی از طاعون بوبونیک جان سالم به در برد و بهبودی خود را به شفاعت مریم باکره نسبت داد. او اغلب در هنر با سگی در کنارش به تصویر کشیده می‌شود، به عنوان نمادی از سگی که بنا بر گزارش‌ها برای او نان آورده و زخم‌هایش را در حالی که بیمار بوده لیسیده است.
سنت روخ در ۱۶ آگوست، روز جشن او گرامی داشته می‌شود و با صفوف، دعا و برکت برای بیماران گرامی داشته می‌شود. او نماد شفقت، شفا و محافظت است و شفاعت او را کسانی که به شفای جسمی و روحی نیاز دارند، می‌جویند.